# Fortaleza de Armação de Pêra
A Fortaleza de Armação de Pêra, também referida como Forte de Santo António da Pedra da Galé, localiza-se em Armação de Pêra, no município de Silves, distrito de Faro, em Portugal.
Encontra-se classificado como Imóvel de Interesse Público desde 1978.

## História

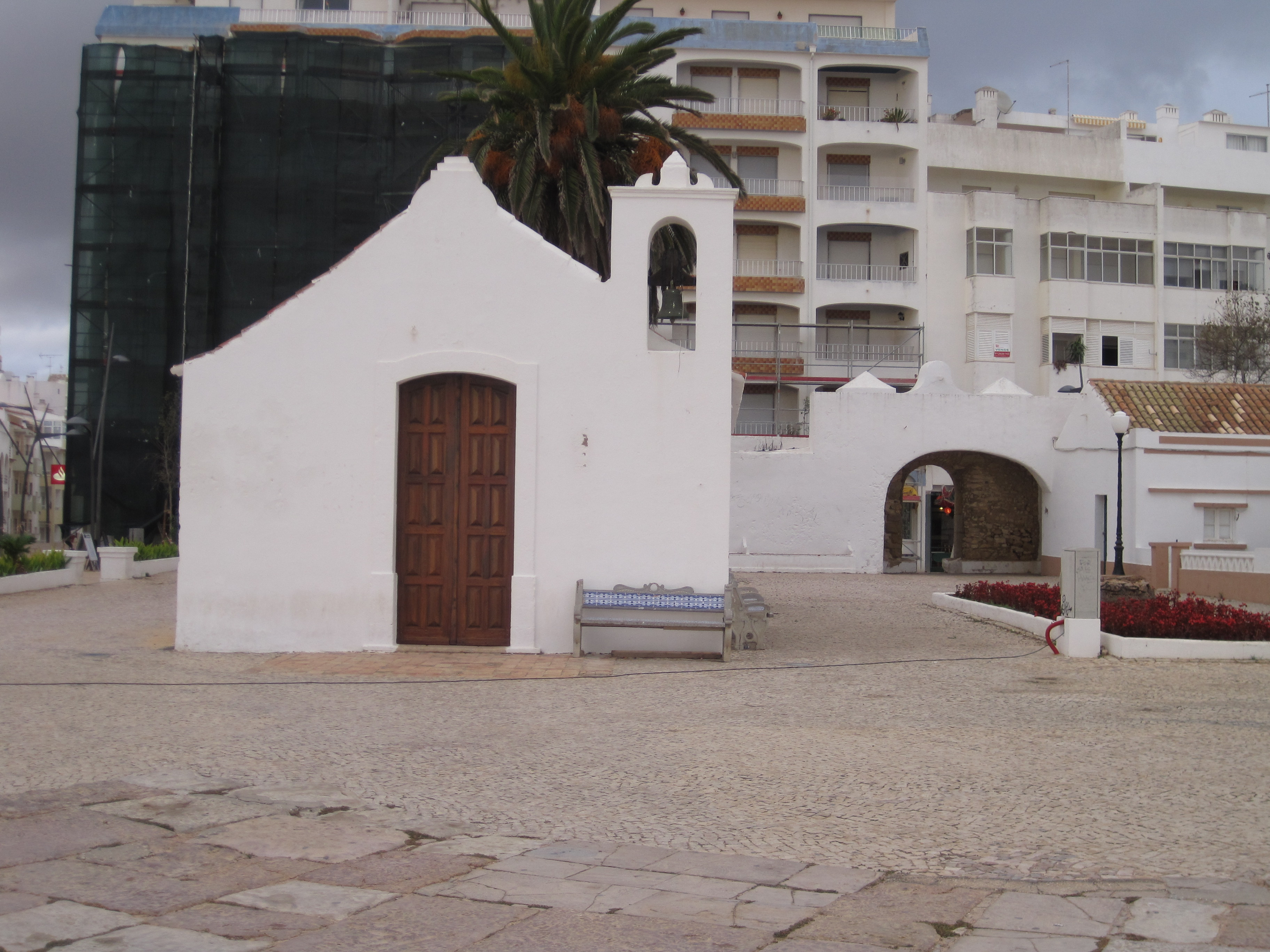

Presume-se que a primitiva defesa do local tenha sido um antigo castro dos lusitanos ou um forte romano, destinado à defesa da foz da ribeira de Alcantarilha.
Posteriormente, aqui foi erguido um forte, em 1571, para defesa contra os ataques dos piratas da Barbária e de corsários em geral. Adicionalmente a estrutura oferecia protecção às pessoas que se deslocavam da freguesia de Alcantarilha para este local, onde se dedicavam à pesca.
Ao longo dos séculos, ao abrigo da defesa proporcionada pelo forte, populações foram-se fixando na região, dando origem ao povoado de Armação de Pêra, voltado para a actividade da pesca e da agricultura, nesta última, nomeadamente a produção de frutos secos.
Por volta de 1720 foi levantada, no interior da fortificação, a Capela de Santo António em homenagem ao padroeiro do forte.
Com o terramoto de 1755 o forte sofreu severos danos, vindo a ser reconstruído alguns anos mais tarde.
Atualmente funciona como um mirante turístico para o areal de Armação de Pêra e o oceano.